# Ermita de la Bella
La Ermita de la Bella, oficialmente Ermita de Nuestra Señora de la Bella es un templo católico que se encuentra en el municipio de Lepe, provincia de Huelva (España).

## Descripción
Es una capilla de cruz latina con campanario adosado, diseñada por Francisco Rodríguez Aguaded.

## Historia

### Antecedentes: el convento franciscano
Los ii condes de Ayamonte, Francisco de Zúñiga y Pérez de Guzmán y su esposa Leonor de Manrique, fundaron en 1513 el convento franciscano de Santa María La Bella, junto a la desembocadura del río Piedras, cerca de la Torre del Catalán y El Terrón. Se baraja como posibilidad su edificación como penitencia por la expulsión de los religiosos del anterior convento de San Francisco del Monte o San Francisco El Viejo. En cualquier caso, el alzamiento del edificio se enmarca en el impulso constructivo de los marqueses de Ayamonte en la primera mitad del siglo XVI en las villas de Lepe y Ayamonte.
Este convento fue citado en el siglo XVIII como un centro de peregrinación adonde continuamente acuden muchas gentes en romería y existen testimonios de la concurrencia de multitud de fieles en el Día de la Asunción o Fiesta de la Bella' (15 de agosto, que 1802 fueron más de cuatro mil. Fue además destino de numerosas mandas testamentarias y donaciones durante el siglo XVII y el siglo XIX, fruto de la devoción a la imagen de Ntra. Sra. de la Bella allí custodiada, entre las que cabe destacar la del metalúrgico lepero Álvaro Alonso Barba. 
Sin embargo, el convento fue desamortizado en 1836 y puesto a la venta. En 1847 constaba como vendido en el diccionario de Madoz, que también consignaba la desaparición del Convento de Santa María de Gracia Fue adquirido por D. José Arroyo Bermúdez el 18 de abril de 1842 por 8 000 reales y después abandonado hasta su destrucción, acelerada por la utilización del mármol del convento en la vivienda de los herederos de José Arroyo y de los ladrillos y maderas del mismo en las casas de la barriada de «La Pendola» de Lepe.
Tras la desamortización del convento, la imagen de la Virgen de la Bella fue trasladada a la villa de Lepe, que obtuvo permiso regio para celebrar una feria anual los días 14, 15 y 16 de agosto., que se siguen celebrando actualmente en las mismas fechas.

### Primera romería y construcción
En mayo de 1966, un grupo de jóvenes de Acción Católica organizó una jornada de convivencia junto a las ruinas del convento franciscano animados por el párroco de Lepe Manuel Gómez Orta. La convocatoria se difundió y la asistencia masiva de personas de Lepe a esta convivencia la convirtieron en la primera romería de dicho municipio del siglo XX. Ello provocó la construcción de la Ermita de la Bella, inaugurada en 1968 por el Obispo de Huelva José María García de la Higuera, en las inmediaciones de las ruinas del convento. Entre los muros de las ruinas se erigió en 1985 un monumento conmemorativo, obra del escultor lepero Francisco Rodríguez Aguaded.

### SigloXXI
En 2016 se celebró el 50.º Aniversario de la Romería de la Bella en su nuevo formato, que se sigue celebrando cada año el segundo domingo de mayo. La pandemia de COVID-19 de 2020 obligó a la suspensión de la romería de dicho año, por lo que se programaron actos alternativos en la ciudad de Lepe y se reforzó la vigilancia del entorno de la ermita y las ruinas para evitar congregaciones.